# Велодром Нео Фалирон
Велодром Нео Фалирон (греч. Νέο Φάληρο Ποδηλατοδρόμιο, англ. Neo Phaliron Velodrome) — бывший открытый велотрек, который был расположен в районе Неон-Фалирон города Пирей (Греция). В 1896 году принимал соревнования первых летних Олимпийских игр.

## История

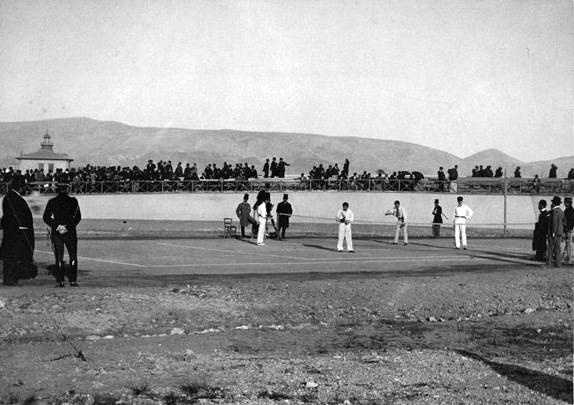
Теннисный турнир на олимпийских играх 1896 года

Основатель современных Олимпийских игр и генеральный секретарь МОК барон Пьер де Кубертен пытался найти дизайн велодрома в Париже. Но греческий наследный принц Константин, семья которого приехала из Дании, предложил использовать дизайн трека в Копенгагене, построенного к чемпионату мира по трековому велоспорту 1896 года.
Велодром был построен за три месяца инженером К. Беллини, стоимость строительства составила 104000 драхм.
Овал велодрома имел современный вид с изогнутыми углами, а его длина составляла 333,33 метра и имела цементное покрытие. Внутри овала располагалось два теннисных корта, на строительство которых было выделено 3500 драхм. Вместимость трибун составляла 7000 зрителей. На западной трибуне находилась королевская ложа, из которой за соревнованиями во время Олимпийских игр наблюдали король Греции Георг I в сопровождении принца Константина, сербского короля Александра I Обреновича, королевы Константина Ольги и греческого принца Андрея.
Во время летних Олимпийских игр 1896 года на велодроме прошли трековые соревнования по велоспорту на которых три золотых медали завоевал французский гонщик Поль Массон. А на расположенных внутри кортах часть теннисного турнира, причины проведения которого на велодроме достоверно не известны.
Позднее велодром использовался как футбольный стадион. Во время реконструкции в 1964 году он был переименован в стадион Караискакис (греч. Γήπεδο Γεώργιος Καραϊσκάκης). В 2003 году велодром был полностью снесён, а на его месте возвели новый чисто футбольный стадион Караискакис который принимал футбольный турнир на Олимпийских игр 2004 года.